# 圣日耳曼和蒙斯
圣日耳曼和蒙斯（法語：Saint-Germain-et-Mons，法語發音：[sɛ̃ ʒɛʁmɛ̃ e mɔ̃s]）是法国多尔多涅省的一个市镇，位于该省南部，属于贝尔热拉克区。

## 地理
圣日耳曼和蒙斯（44°50'40"N, 0°35'39"E）面积14.13 平方千米，位于法国新阿基坦大区多爾多涅省，该省份为法国西南部内陆省份，是法國本土面积第三大的省，大致对应佩里戈尔地区，北起顺时针与夏朗德省、上维埃纳省、科雷兹省、洛特省、洛特-加龙省、吉倫特省和滨海夏朗德省接壤。
与圣日耳曼和蒙斯接壤的市镇（或旧市镇、城区）包括：穆莱迪耶、圣欧班德朗凯、圣阿涅、韦尔东、圣纳克桑、库尔德皮勒、克雷斯。
圣日耳曼和蒙斯的时区为UTC+01:00、UTC+02:00（夏令时）。

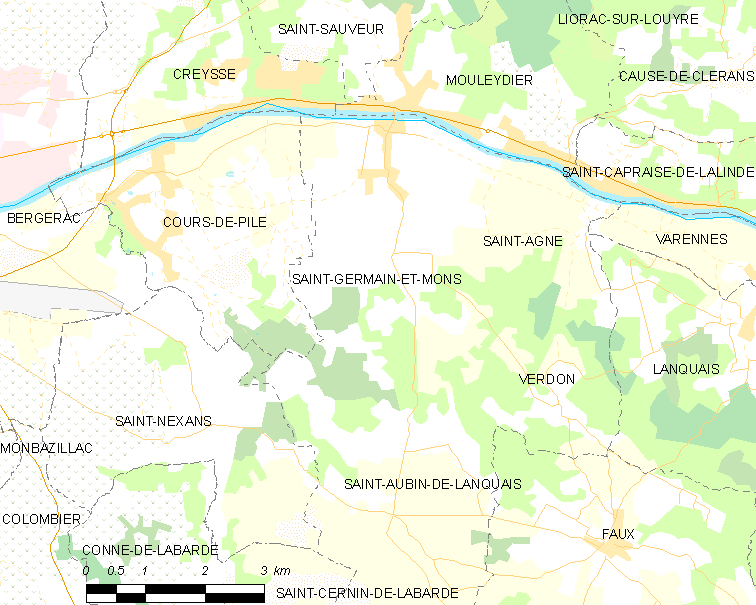
圣日耳曼和蒙斯的OSM定位图

## 行政
圣日耳曼和蒙斯的邮政编码为24520，INSEE市镇编码为24419。

## 政治
圣日耳曼和蒙斯所属的省级选区为贝尔热拉克第二县。

## 人口

1962-2008年间圣日耳曼和蒙斯人口变化图示

圣日耳曼和蒙斯于2022年1月1日时的人口数量为893人。